# Сент Клауд (Висконсин)
Сент Клауд (енгл. St. Cloud) град је у америчкој савезној држави Висконсин.

## Демографија
По попису из 2010. године број становника је 477, што је 20 (-4,0%) становника мање него 2000. године.
| Група             | 2000.       | 2010.       |
| Белци             | 491 (98,8%) | 459 (96,2%) |
| Афроамериканци    | 0 (0,0%)    | 0 (0,0%)    |
| Азијати           | 0 (0,0%)    | 2 (0,4%)    |
| Хиспаноамериканци | 4 (0,8%)    | 13 (2,7%)   |
| Укупно            | 497         | 477         |